# 源氏三神社
源氏三神社（げんじさんじんじゃ）とは、清和源氏ともっとも所縁のある三つの神社のことである。後世「東国の源氏」と言われるが、源氏はもともと畿内（現在の近畿地方・関西地方）が本拠地であり、源氏三神社は、いずれも近畿にある。

## 源氏三神社の立地箇所
六孫王神社（京都府京都市南区）
清和源氏（六孫王流）の初代の源経基を祀る。
多田神社（兵庫県川西市多田）
源満仲、源頼光、源頼信、源頼義、源義家を祀る。
多田は、源経基の子の源満仲が源氏武士団を形成した地であり、清和源氏発祥の地とされる。そのため多田神社は、源氏の霊廟ともされ、一門や子孫からの崇敬も強く、足利氏や徳川氏も多田神社を手厚く保護した。
毎年4月に行われる「源氏まつり」では、源満仲から鎌倉時代の源実朝までの累代の源氏の鎧姿の馬上の武者行列が見られる。
壺井八幡宮（大阪府羽曳野市壺井）
武家棟梁の河内源氏の氏神。併設される壺井権現には、源頼信、源頼義、源義家、源義綱、源義光が祀られている。
壺井は、源頼信が香炉峰の館を建て、河内源氏の本拠地とした地である。2代目の源頼義が、京都郊外（京都府八幡市）の石清水八幡宮を河内源氏の本拠地に勧請し、河内源氏の氏神としたものである。河内源氏の東国進出の際、源頼義が壺井八幡宮を鎌倉に分社したのが鶴岡若宮で、鶴岡八幡宮の前身である。
八幡太郎義家の後三年の役の時の源氏の白旗や、義家使用の刀などが伝わる。近くには河内源氏の菩提寺だった通法寺跡があり、また頼信、頼義、義家の墓がある。
宮司の高木氏は、八幡太郎義家の六男の陸奥六郎義時の子孫。